# Alice à Paris
Alice à Paris (The Mystery of the 99 Steps, littéralement : Le Mystère des 99 marches) est le quarante-troisième roman de la série américaine Alice (Nancy Drew en VO) écrit par Caroline Quine, nom de plume collectif de plusieurs auteurs. L'auteur de ce roman est Harriet Adams.  
Aux États-Unis, le roman a été publié pour la première fois en 1966 par Grosset & Dunlap, New York. En France, il a paru pour la première fois en 1968 chez Hachette Jeunesse dans la collection « Idéal-Bibliothèque » sous le no 340. Il n'a plus été réédité en France depuis 1987. 

## Résumé
Remarque : le résumé est basé sur les éditions cartonnées non abrégées parues de 1968 à 1970 en langue française.
Madame Blair, d'origine française, demande à Alice de retrouver l'origine du cauchemar qui la hante depuis des années et dans lequel elle se voit, petite-fille, face à un escalier de quatre-vingt-dix-neuf marches dans lequel quelqu’un la précipite. Mme Blair avait récemment reçu une lettre de menace signée "Monsieur Neuf" lui interdisant de parler à quiconque des 99 marches. 
Or, dans le même temps, l'avoué James Roy, le père d'Alice, s'occupe d'une affaire concernant un riche industriel français qui, pour une raison inexplicable, s'est mis à fermer ses usines les unes après les autres, et semble sous l'emprise d'une grande frayeur. 
Avec ses fidèles amies Bess et Marion, Alice, ainsi que James Roy, se rendent en France, à Paris, pour y chercher la clef de ces deux mystères…

## Personnages

### Personnages récurrents
- Alice Roy : dix-huit ans, blonde, détective amateur, fille de James Roy, orpheline de mère.
- James Roy : avoué[2] de renom, père d'Alice Roy, veuf.
- Bess Taylor : jeune fille blonde et rondelette, une des meilleures amies d'Alice.
- Marion Webb : jeune fille brune et sportive, cousine germaine de Bess Taylor et une des meilleures amies d'Alice.
- Sarah Berny[3] : la fidèle gouvernante des Roy, qui a élevé Alice à la mort de sa mère.

### Personnages spécifiques à ce roman
- Mme et M. Tardy : un couple français de Paris.
- Catherine et Monique Tardy (Monique et Marie Bardot en VO) : filles des Tardy.
- Josette Blair : tante de Catherine et Monique Tardy.
- Charles Leblanc-Dujey (Monsieur Leblanc en VO) : un industriel français, client de James Roy.
- Henri Durant : jeune étudiant français.
- Monsieur Neuf : malfaiteur français.
- Jim Stick : malfaiteur.
- Claude Aubert : malfaiteur français.
- Louis Aubert : frère de Claude Aubert, chimiste.
- Lucile Manon : vieille dame, ancienne gouvernante de Josette Blair.

## Éditions françaises
Note : Toutes les éditions ont paru aux éditions Hachette.
- 1968 : Alice à Paris — coll. « Idéal-Bibliothèque » no 340, cartonné avec jaquette, texte original. Illustré par Albert Chazelle. Traduit par Anne Joba. 20 chapitres. 186 p.
- 1970 : Alice à Paris — coll. « Idéal-Bibliothèque » no 340, cartonné sans jaquette (couverture plastifiée), texte original. Illustré par Albert Chazelle. Traduit par Anne Joba. 20 chapitres. 186 p.
- 1973 : Alice à Paris — coll. « Bibliothèque verte », cartonné, texte légèrement abrégé. Nouvelle couverture d'Albert Chazelle. Traduit par Anne Joba. 19 chapitres. 190 p.
- 1983 : Alice à Paris — coll. « Bibliothèque verte » (série hachurée)[4], cartonné, texte légèrement abrégé. Couverture de Joseph Sheldon, illustrations intérieures d'Albert Chazelle. Traduit par Anne Joba.
- 1984 : Alice à Paris — coll. « Bibliothèque verte » (série hachurée)[4], cartonné, texte légèrement abrégé. Couverture de Philippe Daure, illustrations intérieures d'Albert Chazelle. Traduit par Anne Joba. 20 chapitres. 190 p.